# Ушные мышцы
Ушные мышцы (лат. Musculi auriculares) — мышцы головы, которые окружают ушную раковину. Остатки ушной мускулатуры человека — классический пример рудиментарных органов. Как известно, люди, которые умеют двигать ушами, встречаются достаточно редко.
К ушным мышцам принадлежат:
- передняя ушная мышца — обеспечивает движение ушной раковины вперёд
- верхняя ушная мышца — обеспечивает движение ушной раковины вверх
- височно-теменная мышца — обеспечивает движение ушной раковины вниз
- задняя ушная мышца — обеспечивает движение ушной раковины назад

Ушную мускулатуру также можно рассматривать как боковое брюшко надчерепной мышцы.